# Ковач, Иштван (борец)
Иштван Ковач (род. 27 июня 1950, Надудвар, Хайду-Бихар) — венгерский борец вольного стиля, бронзовый призёр Олимпийских игр, чемпион мира, призёр чемпионатов мира и Европы. Участник трёх Олимпиад (1972, 1976, 1980).

## Биография
Родился в городе Надудвар. 

## Достижения
- Олимпиада-80 — бронза.
- Чемпионат мира — бронза, золото[2].
- Чемпионат Европы — серебро[3].